# Oncholaimus campylocercoides
Oncholaimus campylocercoides är en rundmaskart som beskrevs av De Coninck och Stekhoven 1933. Oncholaimus campylocercoides ingår i släktet Oncholaimus och familjen Oncholaimidae. Inga underarter finns listade i Catalogue of Life.